# 란다어
란다어는 서북인도아리아어군의 하위 언어이다.

## 분류
- 미르푸르 펀자브어
- 서부 펀자브어
- 사라이키어
- 자카티어
- 케트라니어
- 힌드코어
  - 남부 힌드코어
  - 북부 힌드코어